# Ongelijkheid van Minkowski
De ongelijkheid van Minkowski - genoemd naar de Joods-Duitse wiskundige Hermann Minkowski - is een stelling in de functionaalanalyse die zegt dat in de Lp-ruimten de driehoeksongelijkheid geldt. Bijgevolg zijn deze ruimten genormeerde vectorruimten

## Stelling
Laat {\displaystyle S} een maatruimte zijn en {\displaystyle 1\leq p\leq \infty }. Voor de functies {\displaystyle f,g\in L^{p}(S)} geldt dat {\displaystyle f+g\in L^{p}(S)} en
{\displaystyle \|f+g\|_{p}\leq \|f\|_{p}+\|g\|_{p}.}
Als {\displaystyle 1<p<\infty } is er precies dan gelijkheid als {\displaystyle f} en {\displaystyle g} positief linear afhankelijk zijn (d.w.z {\displaystyle f=\lambda \,g} voor een zekere {\displaystyle \lambda \geq 0}).
Bewijs
De ongelijkheid is triviaal voor {\displaystyle p=1} en {\displaystyle p=\infty }. Zij nu {\displaystyle 1<p<\infty }. De afbeelding {\displaystyle x\mapsto |x|^{p}} is een convexe functie, daarom is:
{\displaystyle |f+g|^{p}=2^{p}\cdot \left|{\tfrac {1}{2}}f+{\tfrac {1}{2}}g\right|^{p}\leq 2^{p-1}(|f|^{p}+|g|^{p}),}
en dus is {\displaystyle f+g\in L^{p}(S)}.
Zonder verlies van algemeenheid kan verondersteld worden dat {\displaystyle \|f+g\|_{p}>0}. Er geldt dan:
{\displaystyle {\begin{aligned}|f+g|^{p}&=(|f+g|)(|f+g|)^{p-1}\\&\leq (|f|+|g|)(|f+g|)^{p-1}\\&=|f|\cdot |f+g|^{p-1}+|g|\cdot |f+g|^{p-1}\\\end{aligned}}}
Laat {\displaystyle q=p/(p-1)}, dan is {\displaystyle q} de geconjugeerde index van {\displaystyle p}, en is
{\displaystyle {\tfrac {1}{p}}+{\tfrac {1}{q}}=1}
Volgens de ongelijkheid van Hölder is:
{\displaystyle {\begin{aligned}\|f+g\|_{p}^{p}=\int _{S}|f+g|^{p}&\leq \int _{S}\left(|f|\cdot |f+g|^{p-1}\right)+\int _{S}\left(|g|\cdot |f+g|^{p-1}\right)\\&\leq \|f\|_{p}\cdot \||f+g|^{p-1}\|_{q}+\|g\|_{p}\cdot \||f+g|^{p-1}\|_{q}\\[.2em]&=(\|f\|_{p}+\|g\|_{p})\cdot \||f+g|^{p-1}\|_{q}\\&=(\|f\|_{p}+\|g\|_{p})\cdot \left(\int _{S}|f+g|^{(p-1)\cdot {\frac {p}{p-1}}}\right)^{1-{\frac {1}{p}}}\\&=(\|f\|_{p}+\|g\|_{p})\cdot {\frac {\int _{S}|f+g|^{p}}{\left(\int _{S}|f+g|^{p}\right)^{\frac {1}{p}}}}\\&=(\|f\|_{p}+\|g\|_{p})\cdot {\frac {\|f+g\|_{p}^{p}}{\|f+g\|_{p}}}\\\end{aligned}}}
Na vermenigvuldiging van beide zijden met {\displaystyle \|f+g\|_{p}/\|f+g\|_{p}^{p}} volgt hieruit de ongelijkheid van Minkowski.

## Speciaal geval
Voor het speciale geval van eindige rijen {\displaystyle (x_{1},\ldots ,x_{n}),(y_{1},\ldots ,y_{n})} van reële of complexe getallen, met als maat de telmaat, ziet de ongelijkheid er als volgt uit:
{\displaystyle \left(\sum _{k=1}^{n}|x_{k}+y_{k}|^{p}\right)^{1/p}\leq \left(\sum _{k=1}^{n}|x_{k}|^{p}\right)^{1/p}+\left(\sum _{k=1}^{n}|y_{k}|^{p}\right)^{1/p}}
Dit is de driehoeksongelijkheid voor de p-norm.
Ook voor oneindige rijen {\displaystyle {(x_{n})}_{n},{(y_{n})}_{n}} kan de ongelijkheid geformuleerd worden: 
{\displaystyle \left(\sum _{k=1}^{\infty }|x_{k}+y_{k}|^{p}\right)^{1/p}\leq \left(\sum _{k=1}^{\infty }|x_{k}|^{p}\right)^{1/p}+\left(\sum _{k=1}^{\infty }|y_{k}|^{p}\right)^{1/p}}